# Raphael Rosenberg
Raphael Rosenberg (* 10. Juli 1962 in Mailand) ist ein österreichischer Kunsthistoriker und Professor an der Universität Wien.

## Leben
Raphael Rosenberg wurde 1962 als Sohn eines Wieners in Mailand geboren. Er besuchte von 1973 bis 1980 das französischsprachige Lycée Stendhal in seiner Geburtsstadt. Von 1984 bis 1990 studierte er Kunstgeschichte, Geschichte, Klassische Archäologie und Ägyptologie an der Universität München und war dann von 1993 bis 1995 Mitglied des Graduiertenkollegs "Die italienische Renaissance und ihre europäische Rezeption" an der Universität Bonn. 1996 schloss er seine Promotion mit einer Dissertation zu Beschreibungen und Nachzeichnungen der Skulpturen Michelangelos an der Universität Basel ab.
1996 bis 2004 war er Wissenschaftlicher Assistent am Kunstgeschichtlichen Institut der Universität Freiburg und habilitierte sich dort 2003. Ab 2004 hatte er den Lehrstuhl für Neuere und Neueste Kunstgeschichte der Ruprecht-Karls-Universität Heidelberg inne. Seit September 2009 unterrichtet und forscht er als Professor für Mittlere und Neuere Kunstgeschichte am Institut für Kunstgeschichte der Universität Wien.
2009 wurde er zum ordentlichen Mitglied der Heidelberger Akademie der Wissenschaften gewählt, 2014 wurde er in die Academia Europaea gewählt.

## Forschungsschwerpunkte
Zu Rosenbergs Forschungsschwerpunkten gehören neben der Kunst der italienischen Renaissance die Kunst des 19. Jahrhunderts in Frankreich und die Geschichte der Abstraktion. Außerdem beschäftigt er sich mit der Geschichte der Kunstliteratur und Kunstrezeption.

## Veröffentlichungen

### Bücher
- Beschreibungen und Nachzeichnungen der Skulpturen Michelangelos. Eine Geschichte der Kunstbetrachtung. Deutscher Kunstverlag, München/Berlin, 2000
- Turner, Hugo, Moreau: Entdeckung der Abstraktion. Ausstellungskatalog, Schirn Kunsthalle Frankfurt, Hirmer, München, 2007, http://archiv.ub.uni-heidelberg.de/artdok/760/1/Rosenberg_Turner_Hugo_Moreau_2007.pdf

### Herausgeber
- mit C. Fruh, H.-P. Rosinski: Kunstgeschichte – aber wie? Zehn Themen und Beispiele. Berlin 1989
- mit Katharina Krause: Bibliographie zur Kunst am Oberrhein. 2 Bände, Freiburg im Breisgau, 1994 und 2000
- Alternative Katalogtexte zur documenta 12. Institut für Europäische Kunstgeschichte der Universität Heidelberg, Heidelberg, 2007
- Mit Winfried Nerdinger: Timo Nüßlein, Paul Ludwig Troost (1878–1934). (= Hitlers Architekten. Historisch-kritische Monografien zur Regimearchitektur im Nationalsozialismus Band 1), Böhlau, Wien, 2012.